# Kōji Kimura

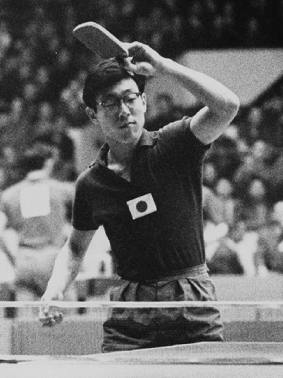
Kōji Kimura bei der Weltmeisterschaft 1961

Kōji Kimura (jap. 木村 興治, Kimura Kōji; * Dezember 1940) ist ein japanischer Tischtennisspieler und -funktionär. Er wurde in den 1960er Jahren viermal Weltmeister.

## Aktiver
Kōji Kimura ist Linkshänder. Mehrmals wurde er nationaler japanischer Meister, etwa 1962 und 1965. 1962 war er die Nummer eins in der japanischen Rangliste.
Von 1961 bis 1967 nahm er viermal an Weltmeisterschaften teil und gewann dabei jedes Mal eine Goldmedaille: 1961 im Doppel mit Nobuya Hoshino, 1963 im Mixed mit Kazuko Itō, 1965 im Mixed mit Masako Seki und 1967 mit der japanischen Mannschaft. 1967 erreichte er zudem im Mixed mit Naoko Fukazu das Endspiel.
1964 wurde er Asienmeister im Einzel, Doppel (mit Ken Konaka) und im Teamwettbewerb. Im Mixed mit Masako Seki scheiterte er erst im Finale. In der ITTF-Weltrangliste belegte er 1964 Platz vier.

## Funktionär
Nach dem Ende seiner aktiven Laufbahn arbeitete Kōji Kimura als Nationaltrainer in Japan, später übernahm er Funktionärsaufgaben. So ist er Vorstandsmitglied des Japanischen Olympischen Komitees (JOC) und Vizepräsident des japanischen Tischtennisverbandes (JTTA). 2005 wurde er Exekutiv-Vizepräsident des Weltverbandes ITTF.

## Turnierergebnisse
| Verband | Veranstaltung           | Jahr | Ort       | Land | Einzel     | Doppel        | Mixed        | Team |
| ------- | ----------------------- | ---- | --------- | ---- | ---------- | ------------- | ------------ | ---- |
| JPN     | Asienmeisterschaft TTFA | 1964 | Seoul     | KOR  | Gold       | Gold          | Silber       | 1    |
| JPN     | Asienspiele             | 1966 | Bangkok   | THA  | Halbfinale | Silber        | Gold         | 1    |
| JPN     | Asienspiele             | 1962 | Jakarta   | INA  | 3          | Silber        | Silber       | 1    |
| JPN     | Weltmeisterschaft       | 1967 | Stockholm | SWE  | Halbfinale | letzte 64     | Silber       | 1    |
| JPN     | Weltmeisterschaft       | 1965 | Ljubljana | YUG  | letzte 16  | Viertelfinale | Gold         | 2    |
| JPN     | Weltmeisterschaft       | 1963 | Prag      | TCH  | letzte 16  | letzte 32     | Gold         | 2    |
| JPN     | Weltmeisterschaft       | 1961 | Peking    | CHN  | letzte 64  | Gold          | keine Teiln. | 2    |